# Utö (Suecia)
Utö es una pequeña isla en el este del archipiélago de Estocolmo, famosa por su naturaleza.
Utö tiene las minas de mineral de hierro más antiguas de Suecia. Un famoso monumento de Utö es su molino de viento, que tiene más de 200 años de antigüedad, y desde el cual hay una buena vista de la bahía de Mysingen.
Uto y las islas de los alrededores son únicos desde el punto de vista geológico y atraen a mucha gente durante todo el año.